# Rippicha
Rippicha ist ein Ortsteil der Gemeinde Gutenborn im Burgenlandkreis in Sachsen-Anhalt.
Der Ort liegt nordöstlich des Kernortes Droßdorf. Westlich verläuft die B 2, östlich erstreckt sich das 477 ha große Landschaftsschutzgebiet Kuhndorftal. Die Landesgrenze zu Thüringen verläuft südlich.

## Sehenswürdigkeiten
In der Liste der Kulturdenkmale in Gutenborn sind für Rippicha 15 Kulturdenkmale aufgeführt:
- die Kirche (westlich der Ortschaft)
- ein Kreuz (auf dem Kirchhof)
- die Mühle (nördlich der Ortschaft)
- das Kriegerdenkmal (an der Rippichaer Dorfstraße zwischen dem Dorfweiher und dem nördlich beginnenden Straßendorf)
- das Pfarrhaus (Rippichaer Dorfstraße 4)
- neun Bauernhöfe (Rippichaer Dorfstraße 5, 6, 9, 13, 14, 15, 16, 18, 19)
- Schule (Schulweg 3)

## Persönlichkeiten
- Oskar Brüsewitz (1929–1976), ab 1969 Pfarrer in Rippicha